# Stora Mörttjärnen (Färnebo socken, Värmland)
Stora Mörttjärnen är en sjö i Filipstads kommun i Värmland och ingår i Göta älvs huvudavrinningsområde. Sjön är 39,5 meter djup, har en yta på 0,368 kvadratkilometer och befinner sig 217,3 meter över havet.

## Delavrinningsområde
Stora Mörttjärnen ingår i det delavrinningsområde (662690-142389) som SMHI kallar för Utloppet av Saxen. Medelhöjden är 240 meter över havet och ytan är 46,7 kvadratkilometer. Räknas de 10 avrinningsområdena uppströms in blir den ackumulerade arean 158,53 kvadratkilometer. Saxhyttälven (Stensjöälven) som avvattnar avrinningsområdet har biflödesordning 3, vilket innebär att vattnet flödar genom totalt 3 vattendrag innan det når havet efter 351 kilometer. Avrinningsområdet består mestadels av skog (70 procent). Avrinningsområdet har 7,59 kvadratkilometer vattenytor vilket ger det en sjöprocent på 16,2 procent.